# 시베리온
시베리온(학명: Siberion lenaicus 시베리온 레나이쿠스[*])은 러시아의 신스크 생물군(Sinsk biota)에서 발견된 엽족동물의 일종이다. 얼굴에서 돌출된 구문과 튀어나와 있고 움켜쥘 수 있는 한 쌍의 부속지 등 이들의 해부구조는 아노말로카리스 등 아노말로카리스과와 계통상 친척관계에 있음을 보여준다. 두 점의 불완전한 표본만이 발견되었으며, 신스크 알갈 렌스(Sinsk Algal lens) 층이 상업 화석 수집가들에 의해서 거의 파괴당했기 때문에 이외에 좀 더 발견될 가능성은 낮다.

## 형태
다른 시베리온류와 비슷하게 생겼지만 '꼬리'와 몸의 형태로 구분된다. 완모식표본은 몸의 대부분이 보존되어 있지만, 부속지와 머리는 불완전하다. 몸통은 환절화되어 있는 반면 머히는 커다란 부속지를 단 채 보존되어 일고 방사성의 입음 좀 더 세부적인 모습이 불분명하다. 시베리온은 다른 시베리온류들처럼 아가미 가지가 달린 최소 12쌍의 다리들을 가지고 있지만 이전에는 이들 화석이 불완전한 것으로 언급되었다. 뒷부분의 끝에는 비슷한 근육 흔적 때문에 몸통의 확장부로 보이는 구형의 구조물이 있다. 유일하게 보이는 내장근은 공하강의 것을 닮은 소화관이나 장 게실이 나타나 있는지는 불분명하다.